# ويليام جيبسون (مؤرخ)
ويليام جيبسون (بالإنجليزية: William Gibson)‏ هو مؤرخ بريطاني، ولد في 1959.